# Mk I (граната)
Ручна осколкова граната Mk 1 (Mk I) — американська ручна граната часів Першої Світової війни дистанційної дії, призначена для ураження живої сили противника.
Коли американська армія вступила в Першу Світову війну, то використовувала англійські ручні гранати Мільса та французькі F-1. Американці вирішили розробити свій власний зразок опираючись на французьку модель гранати. Граната мала індекс Mk 1 та була прийнята на озброєння у 1917 р. Виявилась невдалою і її змінили на Mk 2.